# Trotz alledem
Trotz alledem! ist ein Gedicht, das Ferdinand Freiligrath in Anlehnung an A Man’s a Man for A’ That von Robert Burns verfasste.

## Entstehung
Burns’ Gedicht von 1795 wurde zur Hymne der Sehnsucht nach sozialer Gerechtigkeit, der Unabhängigkeit Schottlands und weltweiter Abschaffung der Sklaverei und als lyrische Fassung der Unabhängigkeitserklärung der Vereinigten Staaten interpretiert. Es inspirierte Thomas Jefferson und Abraham Lincoln. Burns war von Thomas Paine beeinflusst, der wegen seiner Schrift The Rights of Man (1791/92) ins republikanische Frankreich fliehen musste. Die unterlegte Melodie Lady McIntosh’s Reel war bereits zuvor für jakobitische Texte verwendet worden.
Ferdinand Freiligrath übertrug Burns’ Gedicht 1843 ins Deutsche und griff mit dem Anfang „Ob Armuth euer Loos auch sei“ direkt Burns’ „Is there for honest Poverty“ auf. Diese Übertragung wurde sehr bekannt. Die für Burns’ Original übliche Melodie wurde nicht verwendet, stattdessen eine Melodie Heinrich Jädes und später die des Trinklieds Als Noah aus dem Kasten war.
Aufgrund der Kölner Zensur hatte Freiligrath die Übersetzung erst in seinem Buch „Ein Glaubensbekenntniß“ (1844) veröffentlichen können. Nach der gescheiterten Revolution von 1848 schrieb er eine variierte Fassung, die am 6. Juni 1848 in der von Karl Marx herausgegebenen Neuen Rheinischen Zeitung (Köln) veröffentlicht wurde. Diese zweite Version wurde erst im 20. Jahrhundert in Deutschland populär, unter anderem durch Liedermacher wie Wolf Biermann und Hannes Wader, und nahm die von Burns verwendete Melodie auf. In Trotz alledem III aktualisierte Hannes Wader den Liedtext („Ein Sozialismus müsste her / mit neuem Schwung und alledem […]“) und verwendete erneut die Melodie von Lady Mackintosh’s Reel.
Den Titel des Gedichts von Freiligrath verwendete Karl Liebknecht als geflügeltes Wort in der Überschrift seines letzten Artikels in Die Rote Fahne vom 15. Januar 1919.

## Liedtext
Erste Strophe der Fassung 1843
Nach Robert Burns, Sankt Goar, Dez. 1843

Ob Armut euer Los auch sei,

Hebt hoch die Stirn, trotz alledem!

Geht kühn den feigen Knecht vorbei;

Wagt’s, arm zu sein trotz alledem!

Trotz alledem und alledem,

Trotz niederm Plack und alledem,

Der Rang ist das Gepräge nur,

Der Mann das Gold trotz alledem!
Erste Strophe der Fassung Variiert. 1848
Das war ’ne heiße Märzenzeit,

Trotz Regen, Schnee und alledem!

Nun aber, da es Blüten schneit,

nun ist es kalt, trotz alledem!

Trotz alledem und alledem –

trotz Wien, Berlin und alledem –

ein schnöder scharfer Winterwind

durchfröstelt uns trotz alledem!